# 川口周作
川口 周作（かわぐち しゅうさく、1979年3月9日 - ）は、東京都出身の実業家である。
ゼネラルコンファーム株式会社代表取締役社長および、ゼネラルサウンド株式会社代表取締役社長。